# Little Sis Nora
Nora Ekberg, plus connue sous le nom de Little Sis Nora, est une chanteuse suédoise, sœur d'AronChupa, née le 30 août 1996. Aux côtés de son frère, elle participe dans 15 de ses plus grands titres : I'm an Albatraoz, Little Swing, Llama In My Living Room, Rave In The Grave, Hole In The Roof, Thai Massage et The Woodchuck Song, Booty call, Coco song, Tequila, Dance 'til we die, California sun, Boogie shoes, Captain coke, Tangaman. Plusieurs de ses derniers titres sont produits sous le label Sony Music.